# Chwostka rudoskrzydła
Chwostka rudoskrzydła (Malurus lamberti) – gatunek małego ptaka z rodziny chwostkowatych (Maluridae), zamieszkujący wschodnią Australię. Nie jest zagrożony.

## Systematyka
Do niedawna do Malurus lamberti zaliczano 5 podgatunków: M. l. dulcis, M. l. rogersi, M. l. assimilis, M. l. bernieri i M. l. lamberti. Na podstawie badań, których wyniki opublikowano w 2012 i 2017 roku, wyodrębniono pierwsze cztery podgatunki do osobnego gatunku o nazwie chwostka pyszna (Malurus assimilis), uznając tym samym takson M. lamberti za monotypowy. Wcześniej niektórzy autorzy łączyli też w jeden gatunek chwostkę rudoskrzydłą z blisko spokrewnioną chwostką modrogłową (M. amabilis).

## Morfologia
Długość ciała wynosi 15 cm, masa ciała 8–9 g. Samce posiadają niebieską czapeczkę, czarne gardło, pierś i kark, kasztanowe barkówki oraz jasny spód. Samice są szaro-brązowe, mają ciemnoczerwony kantarek. U obu płci długi, niebieskawy, mocno zadarty ogon.

## Lęgi
Chwostka rudoskrzydła tworzy grupy złożone z dominującego samca i jego partnerek, innych samców oraz osobników młodocianych. Gniazdo z trawy i kory umieszczone jest na suchej gałęzi i krzewie. W lęgu 3–4 jaja.

## Status zagrożenia
Międzynarodowa Unia Ochrony Przyrody (IUCN) w 2019 roku zaakceptowała podział taksonomiczny Malurus lamberti i uznaje chwostkę rudoskrzydłą za gatunek najmniejszej troski (LC – least concern). Całkowita liczebność populacji nie została oszacowana, ale ptak ten opisywany jest jako lokalnie dość pospolity. Trend liczebności populacji uznawany jest za prawdopodobnie stabilny.